# Seznam dílů seriálu Sedmé nebe
Toto je seznam dílů seriálu Sedmé nebe. Americký dramatický seriál Sedmé nebe měl premiéru v letech 1996–2007. Prvních deset řad bylo vysíláno na americké stanici The WB, závěrečná série byla uvedena na stanici The CW.

## Přehled řad
| Řada | Díly | Premiéra v USA | Premiéra v USA  | Premiéra v ČR      | Premiéra v ČR      | Stanice v USA |
| Řada | Díly | První díl      | Poslední díl    | První díl          | Poslední díl       | Stanice v USA |
| ---- | ---- | -------------- | --------------- | ------------------ | ------------------ | ------------- |
| 1    | 22   | 26. srpna 1996 | 19. května 1997 | 12. října 1997     | 7. února 1998      | The WB        |
| 2    | 22   | 15. září 1997  | 11. května 1998 | 28. srpna 2006     | 26. září 2006      | The WB        |
| 3    | 22   | 21. září 1998  | 24. května 1999 | 27. září 2006      | 27. října 2006     | The WB        |
| 4    | 22   | 20. září 1999  | 22. května 2000 | 30. října 2006     | 29. listopadu 2006 | The WB        |
| 5    | 22   | 2. října 2000  | 21. května 2001 | 30. listopadu 2006 | 9. července 2008   | The WB        |
| 6    | 22   | 24. září 2001  | 20. května 2002 | 10. července 2008  | 8. srpna 2008      | The WB        |
| 7    | 22   | 16. září 2002  | 19. května 2003 | 11. srpna 2008     | 9. září 2008       | The WB        |
| 8    | 23   | 15. září 2003  | 17. května 2004 | 10. září 2008      | 10. října 2008     | The WB        |
| 9    | 22   | 13. září 2004  | 23. května 2005 | 13. října 2008     | 12. listopadu 2008 | The WB        |
| 10   | 22   | 19. září 2005  | 8. května 2006  | 13. listopadu 2008 | 15. prosince 2008  | The WB        |
| 11   | 22   | 25. září 2006  | 13. května 2007 | 16. prosince 2008  | 28. ledna 2009     | The CW        |

## Seznam dílů

### První řada (1996–1997)
| Č. v seriálu | Č. v řadě | Původní název                            | Český název                      | Režie              | Scénář                                                          | Premiéra v USA (The WB) | Premiéra v ČR      |
| ------------ | --------- | ---------------------------------------- | -------------------------------- | ------------------ | --------------------------------------------------------------- | ----------------------- | ------------------ |
| 1            | 1         | Anything You Want                        | Cokoli chcete                    | Sam Weisman        | Brenda Hampton                                                  | 26. srpna 1996          | 12. října 1997     |
| 2            | 2         | Family Secrets                           | Rodinné tajnosti                 | Mark Sobel         | Brenda Hampton                                                  | 23. září 1996           | 19. října 1997     |
| 3            | 3         | In the Blink of an Eye                   | Jen okamžik                      | Duwayne Dunham     | Catherine LePard                                                | 30. září 1996           | 26. října 1997     |
| 4            | 4         | No Funerals and a Wedding                | Žádné svatby, jeden pohřeb       | Mark Jean          | Molly Newman                                                    | 7. října 1996           | 2. listopadu 1997  |
| 5            | 5         | The Color of God                         | Jaké barvy je bůh                | Burt Brinckerhoff  | Brenda Hampton                                                  | 14. října 1996          | 9. listopadu 1997  |
| 6            | 6         | Halloween                                | Halloween                        | Nick Havinga       | Molly Newman                                                    | 28. října 1996          | 16. listopadu 1997 |
| 7            | 7         | Saturday                                 | Sobota                           | David Semel        | Jack LoGiudice                                                  | 4. listopadu 1996       | 23. listopadu 1997 |
| 8            | 8         | What Will People Say?                    | Co řeknou lidi                   | Duwayne Dunham     | Brenda Hampton                                                  | 11. listopadu 1996      | 30. listopadu 1997 |
| 9            | 9         | See No Evil, Hear No Evil, Speak No Evil | Nic nevidím, nic neslyším…       | Harry Harris       | Catherine LePard                                                | 18. listopadu 1996      | 7. prosince 1997   |
| 10           | 10        | The Last Call for Aunt Julie             | Poslední varování pro tetu Julii | Joel J. Feigenbaum | Ron Zimmerman                                                   | 25. listopadu 1996      | 14. prosince 1997  |
| 11           | 11        | Now You See Me                           | Budete koukat                    | Harvey S. Laidman  | Charles Lazer                                                   | 16. prosince 1996       | 21. prosince 1997  |
| 12           | 12        | With a Little Help from My Friends       | Když přátelé trochu pomohou      | Burt Brinckerhoff  | Brenda Hampton a Jack LoGiudice                                 | 13. ledna 1997          | 28. prosince 1997  |
| 13           | 13        | America's Most Wanted                    | Nejžádanější v Americe           | Mark Jean          | Brenda Hampton                                                  | 27. ledna 1997          | 4. ledna 1998      |
| 14           | 14        | Seven Is Enough                          | Sedm stačí                       | Harry Harris       | Catherine LePard a Ron Zimmerman                                | 3. února 1997           | 10. ledna 1998     |
| 15           | 15        | Happy's Valentine                        | Ať žije Valentýn                 | David Semel        | Brenda Hampton                                                  | 10. února 1997          | 11. ledna 1998     |
| 16           | 16        | Brave New World                          | Dobrý nový svět                  | Harvey S. Laidman  | Catherine LePard                                                | 17. února 1997          | 17. ledna 1998     |
| 17           | 17        | Choices                                  | Možnost volby                    | Kevin Inch         | Sue Tenney                                                      | 14. dubna 1997          | 18. ledna 1998     |
| 18           | 18        | Faith, Hope and the Bottom Line          | Víra, naděje a čára ponoru       | Burt Brinckerhoff  | Catherine LePard                                                | 21. dubna 1997          | 24. ledna 1998     |
| 19           | 19        | It's About George                        | Jde o George                     | Harry Harris       | Ron Zimmerman                                                   | 28. dubna 1997          | 25. ledna 1998     |
| 20           | 20        | Say Good-Bye                             | Loučení                          | Gabrielle Beaumont | Brenda Hampton a Sue Tenney                                     | 5. května 1997          | 31. ledna 1998     |
| 21           | 21        | Dangerous Liaisons (Part 1)              | Nebezpečné známosti (1. část)    | Harvey S. Laidman  | námět: Brenda Hampton scénář: Brenda Hampton a Ron Zimmerman    | 12. května 1997         | 1. února 1998      |
| 22           | 22        | Dangerous Liaisons (Part 2)              | Nebezpečné známosti (2. část)    | Harvey S. Laidman  | námět: Brenda Hampton scénář: Brenda Hampton a Catherine LePard | 19. května 1997         | 7. února 1998      |

### Druhá řada (1997–1998)
| Č. v seriálu | Č. v řadě | Původní název                       | Český název                       | Režie                 | Scénář                         | Premiéra v USA (The WB) | Premiéra v ČR  |
| ------------ | --------- | ----------------------------------- | --------------------------------- | --------------------- | ------------------------------ | ----------------------- | -------------- |
| 23           | 1         | Don't Take My Love Away             | Neberte mi moji lásku             | Derek Blaskie         | Brenda Hampton                 | 15. září 1997           | 28. srpna 2006 |
| 24           | 2         | See You in September                | Uvidíme se v září                 | David Semel           | Christopher Bird               | 22. září 1997           | 29. srpna 2006 |
| 25           | 3         | I Love You                          | Miluju tě                         | Gabrielle Beaumont    | Brenda Hampton                 | 29. září 1997           | 30. srpna 2006 |
| 26           | 4         | Who Knew?                           | Kdo ví, že…?                      | Gabrielle Beaumont    | Greg Plageman                  | 6. října 1997           | 31. srpna 2006 |
| 27           | 5         | Says Who?                           | Kdo to říká?                      | Harvey Laidman        | Greg Plageman                  | 13. října 1997          | 1. září 2006   |
| 28           | 6         | Breaking Up Is Hard To Do           | Rozchod je těžká věc              | Harry Harris          | Brenda Hampton                 | 20. října 1997          | 4. září 2006   |
| 29           | 7         | Girls Just Want To Have Fun         | Holky se chtějí jen bavit         | Joel J. Feigenbaum    | Catherine LePard               | 3. listopadu 1997       | 5. září 2006   |
| 30           | 8         | Do Something                        | Dělej něco                        | Tony Mordente         | Naomi Janzen                   | 10. listopadu 1997      | 6. září 2006   |
| 31           | 9         | I Hate You                          | Nenávidím tě                      | Burt Brinckerhoff     | Brenda Hampton a Eleah Horwitz | 17. listopadu 1997      | 7. září 2006   |
| 32           | 10        | Truth or Dare                       | Buď věř, anebo si troufni         | Les Sheldon           | Brenda Hampton a Eleah Horwitz | 24. listopadu 1997      | 8. září 2006   |
| 33           | 11        | Lead, Follow, or Get Out of the Way | Veď, poslouchej, nebo jdi z cesty | Les Sheldon           | Greg Plageman                  | 12. ledna 1998          | 11. září 2006  |
| 34           | 12        | Rush to Judgment                    | Ukvapené závěry                   | Neema Barnette        | Cristopher Bird                | 19. ledna 1998          | 12. září 2006  |
| 35           | 13        | Stuck in the Middle with You        | Na mrtvém bodě                    | Harry Harris          | Brenda Hampton                 | 26. ledna 1998          | 13. září 2006  |
| 36           | 14        | Red Tape                            | Byrokracie                        | Les Sheldon           | Brenda Hampton                 | 2. února 1998           | 14. září 2006  |
| 37           | 15        | Homecoming                          | Školní ples                       | David J. Plenn        | Catherine LePard               | 9. února 1998           | 15. září 2006  |
| 38           | 16        | It Takes a Village                  | Velká vesnice                     | Burt Brinckerhoff     | Sue Tenney                     | 23. února 1998          | 18. září 2006  |
| 39           | 17        | Nothing Endures but Change          | Nic není věčné                    | Stephen Collins       | Heather Conkie                 | 2. března 1998          | 19. září 2006  |
| 40           | 18        | My Kind of Guy                      | Francouz v rodině                 | Joseph B. Wallenstein | Greg Plageman                  | 6. dubna 1998           | 20. září 2006  |
| 41           | 19        | Time To Leave the Nest              | Je čas opustit hnízdo             | Tony Mordente         | Stephanie Simpson              | 13. dubna 1998          | 21. září 2006  |
| 42           | 20        | Like a Harlot                       | Jako nevěstka                     | Joel J. Feigenbaum    | Sue Tenney                     | 27. dubna 1998          | 22. září 2006  |
| 43           | 21        | Boyfriends…                         | Kluci                             | Burt Brinckerhoff     | Brenda Hampton                 | 4. května 1998          | 25. září 2006  |
| 44           | 22        | …and Girlfriends                    | Holky                             | Burt Brinckerhoff     | Catherine LePard               | 11. května 1998         | 26. září 2006  |

### Třetí řada (1998–1999)
| Č. v seriálu | Č. v řadě | Původní název                                | Český název                                      | Režie              | Scénář                                                | Premiéra v USA (The WB) | Premiéra v ČR  |
| ------------ | --------- | -------------------------------------------- | ------------------------------------------------ | ------------------ | ----------------------------------------------------- | ----------------------- | -------------- |
| 45           | 1         | It Takes Two, Baby                           | Na to musí být dva…                              | Burt Brinckerhoff  | Brenda Hampton                                        | 21. září 1998           | 27. září 2006  |
| 46           | 2         | Drunk Like Me                                | Opilec jako já                                   | Joel J. Feigenbaum | Carol Evan McKeand a Nigel McKeand                    | 28. září 1998           | 28. září 2006  |
| 47           | 3         | Cutters                                      | Břitva                                           | Anson Williams     | Sue Tenney                                            | 5. října 1998           | 2. října 2006  |
| 48           | 4         | The Legacy                                   | Dědictví                                         | Tony Mordente      | Catherine LePard                                      | 12. října 1998          | 3. října 2006  |
| 49           | 5         | …and a Nice Chianti                          | Transplantace                                    | Harvey S. Laidman  | Greg Plageman                                         | 19. října 1998          | 4. října 2006  |
| 50           | 6         | And the Home of the Brave                    | Veterán                                          | Harry Harris       | Brenda Hampton                                        | 2. listopadu 1998       | 5. října 2006  |
| 51           | 7         | Johnny Get Your Gun                          | Johnny si vzal zbraň                             | Kevin Inch         | Brenda Hampton                                        | 9. listopadu 1998       | 6. října 2006  |
| 52           | 8         | No Sex, Some Drugs and a Little Rock 'n Roll | Žádný sex, nějaké ty drogy a trocha rock'n'rollu | David J. Plenn     | Sue Tenney                                            | 16. listopadu 1998      | 9. října 2006  |
| 53           | 9         | Let's Talk About Sex                         | Promluvme si o sexu                              | Tony Mordente      | Brenda Hampton                                        | 23. listopadu 1998      | 10. října 2006 |
| 54           | 10        | Here Comes Santa Claus                       | Santa Klaus přichází                             | Joel J. Feigenbaum | Chris Olsen a Jeff Olsen                              | 14. prosince 1998       | 11. října 2006 |
| 55           | 11        | Nobody Knows…                                | Nikdo neví…                                      | Harry Harris       | Brenda Hampton a Catherine LePard                     | 11. ledna 1999          | 12. října 2006 |
| 56           | 12        | All That Jazz                                | Stíny minulosti                                  | Harvey Laidman     | Sue Tenney                                            | 18. ledna 1999          | 13. října 2006 |
| 57           | 13        | The Tribes That Bind                         | Musíme držet při sobě                            | Bradley Gross      | Catherine LePard                                      | 25. ledna 1999          | 16. října 2006 |
| 58           | 14        | In Praise of Women                           | Chvála žen                                       | Burt Brinckerhoff  | Brenda Hampton a Catherine LePard                     | 8. února 1999           | 17. října 2006 |
| 59           | 15        | It Happened One Night                        | Stalo se jednoho večera                          | Tony Mordente      | Brenda Hampton a Greg Plageman                        | 15. února 1999          | 18. října 2006 |
| 60           | 16        | Paranoia                                     | Paranoia                                         | Stephen Collins    | Ron Darian                                            | 22. února 1999          | 19. října 2006 |
| 61           | 17        | Sometimes That's Just the Way It Is          | Někdy to tak prostě je                           | Kevin Inch         | Linda Ptolemy                                         | 1. března 1999          | 20. října 2006 |
| 62           | 18        | We the People                                | My, lidé                                         | Harry Harris       | Catherine LePard                                      | 15. března 1999         | 23. října 2006 |
| 63           | 19        | The Voice                                    | Hlas                                             | David J. Plenn     | Ron Darian                                            | 3. května 1999          | 24. října 2006 |
| 64           | 20        | All Dogs Go to Heaven                        | Všichni psi přijdou do nebe                      | Paul Snider        | Chris Olsen a Jeff Olsen                              | 10. května 1999         | 25. října 2006 |
| 65           | 21        | There Goes the Bride (Part 1)                | Přichází nevěsta (1. část)                       | Burt Brinckerhoff  | námět: Sue Tenney scénář: Brenda Hampton a Sue Tenney | 17. května 1999         | 26. října 2006 |
| 66           | 22        | There Goes the Bride (Part 2)                | Přichází nevěsta (2. část)                       | Burt Brinckerhoff  | námět: Sue Tenney scénář: Brenda Hampton a Sue Tenney | 24. května 1999         | 27. října 2006 |

### Čtvrtá řada (1999–2000)
| Č. v seriálu | Č. v řadě | Původní název              | Český název                    | Režie              | Scénář                      | Premiéra v USA (The WB) | Premiéra v ČR      |
| ------------ | --------- | -------------------------- | ------------------------------ | ------------------ | --------------------------- | ----------------------- | ------------------ |
| 67           | 1         | The Tattle Tale Heart      | Zrádné srdce                   | Burt Brinckerhoff  | Brenda Hampton              | 20. září 1999           | 30. října 2006     |
| 68           | 2         | Life Is Too Beautiful      | Život je příliš krásný         | Tony Mordente      | Brenda Hampton              | 27. září 1999           | 31. října 2006     |
| 69           | 3         | Yak Sada                   | Jediný hlas                    | Bradley Gross      | Elizabeth Orange            | 4. října 1999           | 1. listopadu 2006  |
| 70           | 4         | Come Drive with Me         | Pojď se projet                 | Anson Williams     | Ron Darian                  | 11. října 1999          | 2. listopadu 2006  |
| 71           | 5         | With Honors                | Komu čest, tomu čest           | Harvey Laidman     | Sue Tenney                  | 18. října 1999          | 3. listopadu 2006  |
| 72           | 6         | Just You Wait and See      | Počkej a uvidíš                | Paul Snider        | Linda Ptolemy               | 25. října 1999          | 6. listopadu 2006  |
| 73           | 7         | Sin…                       | Hřích                          | Tony Mordente      | Catherine LePard            | 8. listopadu 1999       | 7. listopadu 2006  |
| 74           | 8         | …and Expiation             | Pokání                         | Tony Mordente      | Catherine LePard            | 15. listopadu 1999      | 8. listopadu 2006  |
| 75           | 9         | Dirty Laundry              | Špinavé prádlo                 | Burt Brinckerhoff  | Elaine Arata                | 22. listopadu 1999      | 9. listopadu 2006  |
| 76           | 10        | Who Nose                   | K čemu je nos                  | Harvey Laidman     | Suzanne Fitzpatrick         | 29. listopadu 1999      | 10. listopadu 2006 |
| 77           | 11        | Forget Me Not              | Nezapomeň na mě                | David J. Plenn     | Sue Tenney                  | 13. prosince 1999       | 13. listopadu 2006 |
| 78           | 12        | All By Myself              | Každý potřebuje být chvíli sám | Kevin Inch         | Brenda Hampton a Sue Tenney | 24. ledna 2000          | 14. listopadu 2006 |
| 79           | 13        | Who Do You Trust?          | Komu věříš?                    | Joel J. Feigenbaum | Ron Darian a Brenda Hampton | 31. ledna 2000          | 15. listopadu 2006 |
| 80           | 14        | Words                      | Slova                          | Burt Brinckerhoff  | Sue Tenney                  | 7. února 2000           | 16. listopadu 2006 |
| 81           | 15        | Loves Me, Loves Me Not     | Miluje mě, nemiluje mě         | Bradley Gross      | Brenda Hampton              | 14. února 2000          | 20. listopadu 2006 |
| 82           | 16        | Say a Little Prayer for Me | Pomodli se za mě               | Harry Harris       | Brenda Hampton              | 21. února 2000          | 21. listopadu 2006 |
| 83           | 17        | Twelve Angry People        | Dvanáct rozhněvaných           | Tony Mordente      | Carol Tenney                | 28. února 2000          | 22. listopadu 2006 |
| 84           | 18        | Hoop Dreams                | Basketbalové sny               | David J. Plenn     | Jon Bastian                 | 10. dubna 2000          | 23. listopadu 2006 |
| 85           | 19        | Talk to Me                 | Mluv se mnou                   | Tony Mordente      | Elaine Arata                | 1. května 2000          | 24. listopadu 2006 |
| 86           | 20        | Liar, Liar                 | Lhář                           | Paul Snider        | Brenda Hampton              | 8. května 2000          | 27. listopadu 2006 |
| 87           | 21        | Love Stinks (Part 1)       | Trampoty s láskou (1. část)    | Burt Brinckerhoff  | Sue Tenney                  | 15. května 2000         | 28. listopadu 2006 |
| 88           | 22        | Love Stinks (Part 2)       | Trampoty s láskou (2. část)    | Burt Brinckerhoff  | Sue Tenney                  | 22. května 2000         | 29. listopadu 2006 |

### Pátá řada (2000–2001)
| Č. v seriálu | Č. v řadě | Původní název    | Český název            | Režie              | Scénář                                                 | Premiéra v USA (The WB) | Premiéra v ČR      |
| ------------ | --------- | ---------------- | ---------------------- | ------------------ | ------------------------------------------------------ | ----------------------- | ------------------ |
| 89           | 1         | Here We Go Again | Poslouchej nás         | Burt Brinckerhoff  | Brenda Hampton                                         | 2. října 2000           | 30. listopadu 2006 |
| 90           | 2         | Help             | Pomoc                  | Tony Mordente      | Sue Tenney                                             | 9. října 2000           | 1. prosince 2006   |
| 91           | 3         | Losers           | Průšviháři             | Harvey Laidman     | Brenda Hampton                                         | 16. října 2000          | 4. prosince 2006   |
| 92           | 4         | Busted           | Zatčení                | Tony Mordente      | Brenda Hampton                                         | 23. října 2000          | 5. prosince 2006   |
| 93           | 5         | Blind            | Slepá                  | Burt Brinckerhoff  | Sue Tenney                                             | 30. října 2000          | 6. prosince 2006   |
| 94           | 6         | Broke            | Na dně                 | Joel J. Feigenbaum | Brenda Hampton a Sue Tenney                            | 6. listopadu 2000       | 7. prosince 2006   |
| 95           | 7         | Bye              | Sbohem                 | Paul Snider        | Brenda Hampton a Sue Tenney                            | 13. listopadu 2000      | 8. prosince 2006   |
| 96           | 8         | Gossip           | Pomluvy                | Chip Chalmers      | Sue Tenney                                             | 20. listopadu 2000      | 11. prosince 2006  |
| 97           | 9         | Tunes            | Písničky               | Tony Mordente      | Brenda Hampton                                         | 27. listopadu 2000      | 12. prosince 2006  |
| 98           | 10        | Surprise!        | Překvapení             | Bradley Gross      | Chris Olsen                                            | 18. prosince 2000       | 13. prosince 2006  |
| 99           | 11        | Home             | Domů                   | Harvey Laidman     | Jeff Olsen                                             | 22. ledna 2001          | 14. prosince 2006  |
| 100          | 12        | One Hundred      | Sto                    | David J. Plenn     | Sue Tenney                                             | 29. ledna 2001          | 15. prosince 2006  |
| 101          | 13        | Kiss             | Polibek                | Tony Mordente      | Brenda Hampton a Sue Tenney                            | 5. února 2001           | 18. prosince 2006  |
| 102          | 14        | V-Day            | Den svatého Valentýna  | Burt Brinckerhoff  | Carol Tenney                                           | 12. února 2001          | 19. prosince 2006  |
| 103          | 15        | Sweeps           | Podezření              | Joel J. Feigenbaum | Brenda Hampton                                         | 19. února 2001          | 20. prosince 2006  |
| 104          | 16        | Parents          | Rodiče                 | Tony Mordente      | Sue Tenney                                             | 26. února 2001          | 21. prosince 2006  |
| 105          | 17        | Crazy            | Blázen                 | Joel J. Feigenbaum | námět: Brenda Hampton scénář: Chris Olsen a Jeff Olsen | 16. dubna 2001          | 22. prosince 2006  |
| 106          | 18        | Apologize        | Omluv se               | Harry Harris       | námět: Brenda Hampton scénář: Chris Olsen a Jeff Olsen | 23. dubna 2001          | 3. července 2008   |
| 107          | 19        | Virgin           | Panic                  | Chip Chalmers      | Brenda Hampton                                         | 30. dubna 2001          | 4. července 2008   |
| 108          | 20        | Regrets          | Život bez výčitek      | Tony Mordente      | Barbara Calloway a Brenda Hampton                      | 7. května 2001          | 7. července 2008   |
| 109          | 21        | Chances…         | Příležitosti (1. část) | Burt Brinckerhoff  | Sue Tenney                                             | 14. května 2001         | 8. července 2008   |
| 110          | 22        | …Are             | Příležitosti (2. část) | Burt Brinckerhoff  | Sue Tenney                                             | 21. května 2001         | 9. července 2008   |

### Šestá řada (2001–2002)
| Č. v seriálu | Č. v řadě | Původní název     | Český název                      | Režie              | Scénář                           | Premiéra v USA (The WB) | Premiéra v ČR     |
| ------------ | --------- | ----------------- | -------------------------------- | ------------------ | -------------------------------- | ----------------------- | ----------------- |
| 111          | 1         | Changes           | Změny                            | Burt Brinckerhoff  | Brenda Hampton                   | 24. září 2001           | 10. července 2008 |
| 112          | 2         | Teased            | Trápení                          | Tony Mordente      | Brenda Hampton                   | 1. října 2001           | 11. července 2008 |
| 113          | 3         | Sympathy          | Sympatie                         | Joel J. Feigenbaum | Brenda Hampton                   | 8. října 2001           | 14. července 2008 |
| 114          | 4         | Work              | Práce                            | David J. Plenn     | Sue Tenney                       | 15. října 2001          | 15. července 2008 |
| 115          | 5         | Relationships     | Vztahy                           | Burt Brinckerhoff  | Sue Tenney                       | 22. října 2001          | 16. července 2008 |
| 116          | 6         | Broken            | Rozchody                         | Tony Mordente      | Sue Tenney                       | 5. listopadu 2001       | 17. července 2008 |
| 117          | 7         | Prodigal          | Marnotratná dcera                | Harry Harris       | Brenda Hampton a Erik Kolbell    | 12. listopadu 2001      | 18. července 2008 |
| 118          | 8         | Ay Carumba        | Konec vzpoury                    | Paul Snider        | Brenda Hampton                   | 19. listopadu 2001      | 21. července 2008 |
| 119          | 9         | Lost              | Ztracené děti                    | Burt Brinckerhoff  | Brenda Hampton                   | 26. listopadu 2001      | 22. července 2008 |
| 120          | 10        | Consideration     | Ohledy                           | Tony Mordente      | Sue Tenney                       | 10. prosince 2001       | 23. července 2008 |
| 121          | 11        | Pathetic          | Žalostný                         | Bradley Gross      | Brenda Hampton a Jeffrey Rodgers | 14. ledna 2002          | 24. července 2008 |
| 122          | 12        | Suspicion         | Podezření                        | Joel J. Feigenbaum | Elaine Arata                     | 21. ledna 2002          | 25. července 2008 |
| 123          | 13        | Drunk             | Opilý                            | Burt Brinckerhoff  | Sue Tenney                       | 4. února 2002           | 28. července 2008 |
| 124          | 14        | Hot Pants         | Touha                            | Tony Mordente      | Sue Tenney                       | 11. února 2002          | 29. července 2008 |
| 125          | 15        | I Really Do       | Opravdu to udělám                | Burt Brinckerhoff  | Brenda Hampton                   | 25. února 2002          | 30. července 2008 |
| 126          | 16        | I Really Did      | Udělal jsem to                   | Stephen Collins    | Brenda Hampton                   | 4. března 2002          | 31. července 2008 |
| 127          | 17        | Lip Service       | Planá slova                      | Joel J. Feigenbaum | Paul Perlove                     | 15. dubna 2002          | 1. srpna 2008     |
| 128          | 18        | The Ring          | Prsten                           | Tony Mordente      | Chad Byrnes a Sue Tenney         | 22. dubna 2002          | 4. srpna 2008     |
| 129          | 19        | Letting Go        | Každý musí jednou opustit hnízdo | Joel J. Feigenbaum | Brenda Hampton                   | 29. dubna 2002          | 5. srpna 2008     |
| 130          | 20        | The Known Soldier | Známý voják                      | Burt Brinckerhoff  | Brenda Hampton                   | 6. května 2002          | 6. srpna 2008     |
| 131          | 21        | Holy War (Part 1) | Svatá válka (1. část)            | Tony Mordente      | Sue Tenney                       | 13. května 2002         | 7. srpna 2008     |
| 132          | 22        | Holy War (Part 2) | Svatá válka (2. část)            | Tony Mordente      | Sue Tenney                       | 20. května 2002         | 8. srpna 2008     |

### Sedmá řada (2002–2003)
| Č. v seriálu | Č. v řadě | Původní název                 | Český název                       | Režie                             | Scénář                                   | Premiéra v USA (The WB) | Premiéra v ČR  |
| ------------ | --------- | ----------------------------- | --------------------------------- | --------------------------------- | ---------------------------------------- | ----------------------- | -------------- |
| 133          | 1         | Monkey Business               | Šlápnutí vedle (1. část)          | Tony Mordente                     | Brenda Hampton                           | 16. září 2002           | 11. srpna 2008 |
| 134          | 2         | Monkey Business Deux          | Šlápnutí vedle (2. část)          | Joel J. Feigenbaum                | Brenda Hampton                           | 23. září 2002           | 12. srpna 2008 |
| 135          | 3         | The Enemy Within              | Vnitřní nepřítel                  | Harry Harris                      | Brenda Hampton                           | 30. září 2002           | 13. srpna 2008 |
| 136          | 4         | Bowling for Eric              | Bowling pro Erika                 | Tony Mordente                     | Sue Tenney                               | 7. října 2002           | 14. srpna 2008 |
| 137          | 5         | The Heart of the Matter       | Erikova operace                   | Tony Mordente                     | Sue Tenney                               | 14. října 2002          | 15. srpna 2008 |
| 138          | 6         | Regarding Eric                | Ohledy na Erika                   | Joel J. Feigenbaum                | Sue Tenney                               | 21. října 2002          | 18. srpna 2008 |
| 139          | 7         | Gabrielle Come Blow Your Horn | Gabrielo, přijď zatroubit         | Tony Mordente                     | Brenda Hampton                           | 4. listopadu 2002       | 19. srpna 2008 |
| 140          | 8         | Peer Pressure                 | Zanedbaná bolest                  | Bradley Gross                     | Barry Watson                             | 11. listopadu 2002      | 20. srpna 2008 |
| 141          | 9         | Lost Souls                    | Ztracené duše                     | Harry Harris                      | Brenda Hampton                           | 18. listopadu 2002      | 21. srpna 2008 |
| 142          | 10        | A Cry for Help                | Volání o pomoc                    | Tony Mordente                     | Sue Tenney                               | 25. listopadu 2002      | 22. srpna 2008 |
| 143          | 11        | Sunday                        | Neděle                            | Joel J. Feigenbaum                | Brenda Hampton                           | 6. ledna 2003           | 25. srpna 2008 |
| 144          | 12        | Back in the Saddle            | Opět v sedle                      | Tony Mordente                     | Brenda Hampton                           | 20. ledna 2003          | 26. srpna 2008 |
| 145          | 13        | It's Not Always About You     | Nejde vždycky jen o tebe          | Joel J. Feigenbaum                | Lawrence H. Levy                         | 27. ledna 2003          | 27. srpna 2008 |
| 146          | 14        | Smoking                       | Kouření                           | Tony Mordente                     | Sue Tenney                               | 3. února 2003           | 28. srpna 2008 |
| 147          | 15        | I Love Lucy                   | Miluji Lucy                       | Joel J. Feigenbaum                | Brenda Hampton                           | 10. února 2003          | 29. srpna 2008 |
| 148          | 16        | Stand Up                      | Stůj si za svým                   | Lynn Harris                       | Sue Tenney                               | 17. února 2003          | 1. září 2008   |
| 149          | 17        | High Anxiety                  | Velká nervozita                   | Joel J. Feigenbaum                | Sue Tenney                               | 24. února 2003          | 2. září 2008   |
| 150          | 18        | We Do                         | Svatba                            | Tony Mordente                     | Brenda Hampton                           | 21. dubna 2003          | 3. září 2008   |
| 151          | 19        | That Touch of Bink            | Paní Binková vybírá na dobrý účel | Joel J. Feigenbaum                | Brenda Hampton                           | 29. dubna 2003          | 4. září 2008   |
| 152          | 20        | Dick                          | Dick                              | Joel J. Feigenbaum a Harry Harris | Brenda Hampton a Jeffrey Rodgers         | 5. května 2003          | 5. září 2008   |
| 153          | 21        | Life and Death (Part 1)       | Život a smrt (1. část)            | Tony Mordente                     | Brenda Hampton, Chris Olsen a Jeff Olsen | 12. května 2003         | 8. září 2008   |
| 154          | 22        | Life and Death (Part 2)       | Život a smrt (2. část)            | Tony Mordente                     | Brenda Hampton, Chris Olsen a Jeff Olsen | 19. května 2003         | 9. září 2008   |

### Osmá řada (2003–2004)
| Č. v seriálu | Č. v řadě | Původní název                                    | Český název                              | Režie              | Scénář                           | Premiéra v USA (The WB) | Premiéra v ČR  |
| ------------ | --------- | ------------------------------------------------ | ---------------------------------------- | ------------------ | -------------------------------- | ----------------------- | -------------- |
| 155          | 1         | The Long Bad Summer                              | Dlouhé zlé léto (1. část)                | Joel J. Feigenbaum | Brenda Hampton                   | 15. září 2003           | 10. září 2008  |
| 156          | 2         | An Early Fall                                    | Dlouhé zlé léto (2. část)                | Joel J. Feigenbaum | Brenda Hampton                   | 22. září 2003           | 11. září 2008  |
| 157          | 3         | PK                                               | Pastorovo dítě                           | Harry Harris       | Brenda Hampton                   | 29. září 2003           | 12. září 2008  |
| 158          | 4         | I Wasn't Expecting That!                         | To jsem nečekal                          | David Jones        | Paul Perlove                     | 6. října 2003           | 15. září 2008  |
| 159          | 5         | Simon's Home Video The Kid Is Out of the Picture | Simon Camden                             | Deborah Raffin     | Chris Olsen a Jeff Olsen         | 13. října 2003          | 16. září 2008  |
| 160          | 6         | Charity Begins at Home                           | Charita začíná doma                      | Karen Arthur       | Sue Tenney                       | 20. října 2003          | 17. září 2008  |
| 161          | 7         | Getting to Know You                              | Poznávání                                | Harry Harris       | Sue Tenney                       | 3. listopadu 2003       | 18. září 2008  |
| 162          | 8         | Baggage                                          | Přítěž                                   | Harvey Laidman     | Sue Tenney                       | 10. listopadu 2003      | 19. září 2008  |
| 163          | 9         | Go Ask Alice                                     | Zeptej se Alice                          | Joel J. Feigenbaum | Brenda Hampton a Shawn Kostanian | 17. listopadu 2003      | 22. září 2008  |
| 164          | 10        | The One Thing                                    | To pravé                                 | Fred Einesman      | Fred Einesman                    | 24. listopadu 2003      | 23. září 2008  |
| 165          | 11        | When Bad Conversations Happen to Good People     | Když si dobří lidé náhodou nerozumějí    | Harry Harris       | Brenda Hampton                   | 5. ledna 2004           | 24. září 2008  |
| 166          | 12        | The Prodigal Father                              | Návrat ztraceného otce                   | Harvey Laidman     | Brenda Hampton                   | 12. ledna 2004          | 25. září 2008  |
| 167          | 13        | Major League                                     | První liga                               | Joel J. Feigenbaum | Sue Tenney                       | 19. ledna 2004          | 26. září 2008  |
| 168          | 14        | Healing Old Wounds                               | Hojení starých ran                       | Harry Harris       | Brenda Hampton                   | 26. ledna 2004          | 29. září 2008  |
| 169          | 15        | Don't Speak Ill of the Dead or the Living        | O mrtvých i živých jen dobré             | Joel J. Feigenbaum | Brenda Hampton                   | 9. února 2004           | 30. září 2008  |
| 170          | 16        | The Anniversary                                  | Výročí                                   | Deborah Raffin     | Sue Tenney                       | 16. února 2004          | 1. října 2008  |
| 171          | 17        | Two Weddings, an Engagement, and a Funeral       | Dvě svatby, jedny zásnuby a jeden pohřeb | Harry Harris       | Sue Tenney                       | 23. února 2004          | 2. října 2008  |
| 172          | 18        | Angel                                            | Anděl                                    | Peter Medak        | Brenda Hampton                   | 1. března 2004          | 3. října 2008  |
| 173          | 19        | There's No Place Like It                         | Nikde není jako doma                     | Joel J. Feigenbaum | Elaine Arata                     | 19. dubna 2004          | 6. října 2008  |
| 174          | 20        | High and Dry                                     | Ďábel alkohol                            | Harry Harris       | Jeffrey Rodgers                  | 26. dubna 2004          | 7. října 2008  |
| 175          | 21        | Lost and Found                                   | Ztracení a nalezení                      | Harvey Laidman     | Paul Perlove                     | 3. května 2004          | 8. října 2008  |
| 176          | 22        | Little White Lies (Part 1)                       | Nevinné lži (1. část)                    | Joel J. Feigenbaum | Sue Tenney                       | 10. května 2004         | 9. října 2008  |
| 177          | 23        | Little White Lies (Part 2)                       | Nevinné lži (2. část)                    | Joel J. Feigenbaum | Sue Tenney                       | 17. května 2004         | 10. října 2008 |

### Devátá řada (2004–2005)
| Č. v seriálu | Č. v řadě | Původní název                         | Český název                    | Režie              | Scénář                                        | Premiéra v USA (The WB) | Premiéra v ČR      |
| ------------ | --------- | ------------------------------------- | ------------------------------ | ------------------ | --------------------------------------------- | ----------------------- | ------------------ |
| 178          | 1         | Dropping Trou                         | Všechno špatně                 | Joel J. Feigenbaum | Brenda Hampton                                | 13. září 2004           | 13. října 2008     |
| 179          | 2         | The Best Laid Plans                   | Ty nejlepší plány              | Harry Harris       | Brenda Hampton                                | 20. září 2004           | 14. října 2008     |
| 180          | 3         | The Song of Lucy                      | Lucyina píseň                  | Joel J. Feigenbaum | Sue Tenney                                    | 27. září 2004           | 15. října 2008     |
| 181          | 4         | Bad Boys, Bad Boys, Whatcha Gonna Do? | Kluci, kluci, co budete dělat? | Michael Preece     | Elaine Arata                                  | 4. října 2004           | 16. října 2008     |
| 182          | 5         | Vote                                  | Volte                          | Joel J. Feigenbaum | Chris Olsen                                   | 11. října 2004          | 17. října 2008     |
| 183          | 6         | Fathers                               | Otcové                         | Harry Harris       | Jeff Olsen                                    | 18. října 2004          | 20. října 2008     |
| 184          | 7         | Regret to Inform                      | S lítostí oznamujeme           | Harvey Laidman     | Jeffrey Rodgers                               | 25. října 2004          | 21. října 2008     |
| 185          | 8         | Why Not Me?                           | Proč ne já?                    | Joel J. Feigenbaum | Sue Tenney                                    | 1. listopadu 2004       | 22. října 2008     |
| 186          | 9         | Thanksgiving                          | Díkůvzdání                     | Harry Harris       | Sue Tenney                                    | 15. listopadu 2004      | 23. října 2008     |
| 187          | 10        | Gratitude                             | Vděčnost                       | Fred Einesman      | Fred Einesman                                 | 22. listopadu 2004      | 24. října 2008     |
| 188          | 11        | Wayne's World                         | Waynův svět                    | Joel J. Feigenbaum | Sue Tenney                                    | 29. listopadu 2004      | 27. října 2008     |
| 189          | 12        | Paper or Plastic?                     | Papír, nebo plast?             | Michael Preece     | Brenda Hampton a Jeffrey Rodgers              | 24. ledna 2005          | 29. října 2008     |
| 190          | 13        | The Fine Art of Parenting             | Jak být dobrým rodičem         | Harry Harris       | námět: Brenda Hampton scénář: Justin Trofholz | 31. ledna 2005          | 30. října 2008     |
| 191          | 14        | First Date                            | První rande                    | Joel J. Feigenbaum | Courtney Turk a Kelley Turk                   | 7. února 2005           | 31. října 2008     |
| 192          | 15        | Red Socks                             | Červené ponožky                | Michael Preece     | Martha Plimpton                               | 14. února 2005          | 3. listopadu 2008  |
| 193          | 16        | Brotherly Love                        | Bratrská láska                 | Barry Watson       | Brenda Hampton                                | 21. února 2005          | 4. listopadu 2008  |
| 194          | 17        | Tangled Web We Weave                  | Klubko lží                     | Joel J. Feigenbaum | Brenda Hampton                                | 28. února 2005          | 5. listopadu 2008  |
| 195          | 18        | Honor Thy Mother                      | Cti matku svou                 | Harry Harris       | Victoria Huff                                 | 25. dubna 2005          | 6. listopadu 2008  |
| 196          | 19        | Hungry                                | Hlad                           | Joel J. Feigenbaum | Elaine Arata                                  | 2. května 2005          | 7. listopadu 2008  |
| 197          | 20        | Leaps of Faith                        | Kdo neriskuje, nevyhrává       | Ron High           | Jeffrey Rodgers                               | 9. května 2005          | 10. listopadu 2008 |
| 198          | 21        | Mi Familia (Part 1)                   | Moje rodina (1. část)          | Joel J. Feigenbaum | Sue Tenney                                    | 16. května 2005         | 11. listopadu 2008 |
| 199          | 22        | Mi Familia (Part 2)                   | Moje rodina (2. část)          | Joel J. Feigenbaum | Sue Tenney                                    | 23. května 2005         | 12. listopadu 2008 |

### Desátá řada (2005–2006)
| Č. v seriálu | Č. v řadě | Původní název                       | Český název                      | Režie                | Scénář                                           | Premiéra v USA (The WB) | Premiéra v ČR      |
| ------------ | --------- | ----------------------------------- | -------------------------------- | -------------------- | ------------------------------------------------ | ----------------------- | ------------------ |
| 200          | 1         | It's Late                           | Je pozdě                         | Harry Harris         | Brenda Hampton                                   | 19. září 2005           | 13. listopadu 2008 |
| 201          | 2         | Home Run                            | Odchody a návraty                | Harry Harris         | Brenda Hampton a Chris Olsen                     | 26. září 2005           | 14. listopadu 2008 |
| 202          | 3         | Mama's Gonna Buy You a Diamond Ring | Máma ti koupí prsten s diamantem | Joel J. Feigenbaum   | Brenda Hampton a Chris Olsen                     | 3. října 2005           | 18. listopadu 2008 |
| 203          | 4         | Ring Around the Rosie               | Prstýnek pro Rose                | Joel J. Feigenbaum   | Elaine Arata a Brenda Hampton                    | 10. října 2005          | 19. listopadu 2008 |
| 204          | 5         | The Rat's Out of the Bag            | V masce neohrožené krysy         | Barry Watson         | Brenda Hampton a Jeffrey Rodgers                 | 17. října 2005          | 20. listopadu 2008 |
| 205          | 6         | Helpful                             | Nezištná pomoc                   | Harry Harris         | Brenda Hampton, Courtney Turk a Kelley Turk      | 31. října 2005          | 21. listopadu 2008 |
| 206          | 7         | Soup's On                           | Jezte polévky                    | Joel J. Feigenbaum   | Brenda Hampton a Victoria Huff                   | 7. listopadu 2005       | 24. listopadu 2008 |
| 207          | 8         | Chicken Noodle Heads                | Složité vztahy                   | Keith Truesdell      | Brenda Hampton a Chris Olsen                     | 14. listopadu 2005      | 25. listopadu 2008 |
| 208          | 9         | Turkey                              | Krocan                           | Michael Preece       | Brenda Hampton a Jeff Olsen                      | 21. listopadu 2005      | 26. listopadu 2008 |
| 209          | 10        | Apple Pie                           | Jablečný koláč                   | Lindsley Parsons III | Brenda Hampton a Jeffrey Rodgers                 | 28. listopadu 2005      | 27. listopadu 2008 |
| 210          | 11        | X-Mas                               | Vánoce                           | Harry Harris         | Brenda Hampton a Jeffrey Rodgers                 | 12. prosince 2005       | 28. listopadu 2008 |
| 211          | 12        | Got MLK?                            | Co způsobil Martin Luther King?  | Joel J. Feigenbaum   | Orlando Bishop, Kevin Brownridge a Damani Mangum | 23. ledna 2006          | 1. prosince 2008   |
| 212          | 13        | And Baby Makes Three                | S dítětem jsme tři               | Michael Preece       | Lawrence H. Levy                                 | 30. ledna 2006          | 2. prosince 2008   |
| 213          | 14        | The Magic of Gershwin               | Gershwinovo kouzlo               | Harry Harris         | Paul Perlove                                     | 6. února 2006           | 3. prosince 2008   |
| 214          | 15        | Love and Obsession                  | Láska a posedlost                | Ron High             | Lawrence H. Levy                                 | 13. února 2006          | 4. prosince 2008   |
| 215          | 16        | Moving Ahead                        | Život jde dál                    | Joel J. Feigenbaum   | Paul Perlove                                     | 27. února 2006          | 5. prosince 2008   |
| 216          | 17        | Highway to Cell                     | Život s mobilem                  | Michael Preece       | Chad Byrnes                                      | 3. dubna 2006           | 8. prosince 2008   |
| 217          | 18        | Invitation to Disaster              | Pozvánka na katastrofu           | Keith Truesdell      | Justin Trofholz                                  | 10. dubna 2006          | 9. prosince 2008   |
| 218          | 19        | Secrets                             | Tajemství                        | Harry Harris         | Brenda Hampton a Jeffrey Rodgers                 | 17. dubna 2006          | 10. prosince 2008  |
| 219          | 20        | And More Secrets                    | A další tajemství                | Joel J. Feigenbaum   | Brenda Hampton, Chris Olsen a Jeff Olsen         | 24. dubna 2006          | 11. prosince 2008  |
| 220          | 21        | Goodbye…                            | Sbohem                           | Michael Preece       | Brenda Hampton                                   | 1. května 2006          | 12. prosince 2008  |
| 221          | 22        | …and Thank You                      | Sbohem a děkujeme                | Michael Preece       | Brenda Hampton                                   | 8. května 2006          | 15. prosince 2008  |

### Jedenáctá řada (2006–2007)
| Č. v seriálu | Č. v řadě | Původní název                                    | Český název                         | Režie                | Scénář                                                 | Premiéra v USA (The CW) | Premiéra v ČR     |
| ------------ | --------- | ------------------------------------------------ | ----------------------------------- | -------------------- | ------------------------------------------------------ | ----------------------- | ----------------- |
| 222          | 1         | Turn, Turn, Turn                                 | V začarovaném kruhu                 | Joel J. Feigenbaum   | Caroline Kepnes                                        | 25. září 2006           | 16. prosince 2008 |
| 223          | 2         | And Tonight's Specials Are…                      | A dnes je na programu…              | Keith Truesdell      | Brenda Hampton                                         | 2. října 2006           | 17. prosince 2008 |
| 224          | 3         | A Pain in the Neck                               | Namožený krk                        | Michael Preece       | Brenda Hampton                                         | 15. října 2006          | 18. prosince 2008 |
| 225          | 4         | Don't Ax, Don't Tell                             | Neptat se a nemluvit                | Joel J. Feigenbaum   | Brenda Hampton                                         | 22. října 2006          | 19. prosince 2008 |
| 226          | 5         | The Replacements                                 | Náhradníci                          | Michael McDonald     | Brenda Hampton                                         | 29. října 2006          | 5. ledna 2009     |
| 227          | 6         | Broken Hearts and Promises                       | Srdeční potíže                      | Michael Preece       | Brenda Hampton                                         | 5. listopadu 2006       | 6. ledna 2009     |
| 228          | 7         | You Take the High Road…                          | Tvrdohlavá Ruthie                   | Joel J. Feigenbaum   | Jeffrey Rodgers                                        | 12. listopadu 2006      | 7. ledna 2009     |
| 229          | 8         | …and I'll Take the Low Road                      | Snadná cesta                        | Joel J. Feigenbaum   | Brenda Hampton                                         | 19. listopadu 2006      | 8. ledna 2009     |
| 230          | 9         | Thanks and Giving                                | Vzdání díků                         | Keith Truesdell      | Brenda Hampton                                         | 26. listopadu 2006      | 9. ledna 2009     |
| 231          | 10        | You Don't Know What You've Got 'Til He's Gone    | Nevíš, co máš, dokud o to nepřijdeš | Harry Harris         | Jeffrey Rodgers                                        | 3. prosince 2006        | 12. ledna 2009    |
| 232          | 11        | Christmas!                                       | Vánoce                              | Keith Truesdell      | Elaine Arata a Brenda Hampton                          | 10. prosince 2006       | 13. ledna 2009    |
| 233          | 12        | Can I Just Get Something to Eat?                 | Život v nadbytku                    | Harry Harris         | námět: Brenda Hampton scénář: Chris Olsen a Jeff Olsen | 14. ledna 2007          | 14. ledna 2009    |
| 234          | 13        | Script Number Two Hundred Thirty-Four            | Zapeklité vztahy                    | Joel J. Feigenbaum   | Caroline Kepnes                                        | 21. ledna 2007          | 15. ledna 2009    |
| 235          | 14        | Deacon Blues                                     | Hlavně se nevzdat                   | Michael Preece       | Jeffrey Rodgers                                        | 28. ledna 2007          | 16. ledna 2009    |
| 236          | 15        | Tit for Tat                                      | Tetování                            | Lindsley Parsons III | Chris Olsen a Jeff Olsen                               | 11. února 2007          | 19. ledna 2009    |
| 237          | 16        | Gimme That Ol' Time Religion                     | Není nad starou dobrou víru         | Joel J. Feigenbaum   | Chris Olsen a Jeff Olsen                               | 18. února 2007          | 20. ledna 2009    |
| 238          | 17        | Small Miracles                                   | Malé zázraky                        | Michael Preece       | Elaine Arata                                           | 8. dubna 2007           | 21. ledna 2009    |
| 239          | 18        | Inked                                            | Poznamenaná                         | Keith Truesdell      | Chad Bynes                                             | 15. dubna 2007          | 22. ledna 2009    |
| 240          | 19        | Some Break-Up and Some Get-Togethers             | Někdo se sejde, někdo rozejde       | Jason Priestley      | Justin Trofholz                                        | 22. dubna 2007          | 23. ledna 2009    |
| 241          | 20        | Nothing Says Lovin' Like Something from the Oven | Láska prochází žaludkem             | Joel J. Feigenbaum   | Brenda Hampton                                         | 29. dubna 2007          | 26. ledna 2009    |
| 242          | 21        | Good News for Almost Everyone                    | Dobrá zpráva téměř pro všechny      | Keith Truesdell      | Brenda Hampton                                         | 6. května 2007          | 27. ledna 2009    |
| 243          | 22        | And Away We Go                                   | Přípravy na cestu                   | Harry Harris         | Brenda Hampton                                         | 13. května 2007         | 28. ledna 2009    |